# João Nogueira de Rezende
João Nogueira de Rezende, mais conhecido como Nogueira de Rezende, (Conselheiro Lafaiete, 13 de dezembro de 1915 — Brasília, 7 de fevereiro de 2015) foi um advogado, professor e político brasileiro, outrora deputado federal por Minas Gerais e ministro do Tribunal de Contas da União.

## Dados biográficos
Filho de Telésforo Cândido de Rezende e Duartina Nogueira de Resende. Durante sua vida universitária, esteve entre os fundadores do Centro Acadêmico Afonso Pena, presidindo-o durante três anos. Advogado formado pela Universidade Federal de Minas Gerais em 1936, retornou à sua cidade natal onde foi advogado, e diretor do Jornal de Lafaiete e da Rádio Carijós, além de professor na Faculdade Superior de Comércio e no Ginásio Monsenhor Horta em Pedro Leopoldo. Estreou na política como suplente de deputado federal via PR em 1950, exercendo o mandato sob convocação, embora tenha renunciado ao posto a convite do governador Juscelino Kubitschek, que o nomeou diretor do Banco de Crédito Real de Minas Gerais.
Eleito deputado federal em 1954, licenciou-se no ano seguinte para assumir a Secretaria do Interior no governo de Clóvis Salgado da Gama. Renovou o mandato em 1958 e 1962, migrando à ARENA quando o bipartidarismo foi imposto pelo Regime Militar de 1964 através do Ato Institucional Número Dois, reelegendo-se em 1966, 1970, 1974 e 1978. Quando restauraram o pluripartidarismo, migrou para o PDS em 1980, renunciando ao mandato parlamentar para assumir uma cadeira no Tribunal de Contas da União no ano seguinte em substituição a Mauro Renault Leite, presidindo a corte entre 1984 e 1985, quando aposentou-se.